# Lijst van webbrowsers
Dit is een lijst van webbrowsers, software om webpagina's te bekijken. Elke webbrowser gebruikt een interne motor om sites te laden, een zogeheten layout-engine. De lijst bevat zowel huidige als voormalige webbrowsers.

Een tijdlijn van webbrowsers

| Webbrowser                 | Layout-engine            | Besturingssystemen                                                              | Opmerkingen                                                                                                 | Ontwikkelstatus |
| -------------------------- | ------------------------ | ------------------------------------------------------------------------------- | --- | --------------- |
| Amaya                      | Eigen engine             | Windows, Mac OS X en Linux                                                      | Amaya was ook een HTML-editor.                                                                              | Inactief        |
| Amazon Silk                | Blink                    | Fire TV en Fire OS                                                              | | Actief          |
| AMosaic                    | Mosaic-engine            | AmigaOS                                                                         | | Inactief        |
| Angelfish                  | QtWebEngine              | Linux                                                                           | Webbrowser van het KDE-project voor op Linux gebaseerde smartphone- en tabletsystemen.                      | Actief          |
| AOL Explorer               | Trident                  | Windows                                                                         | | Inactief        |
| AppliArt Browser           | Trident                  | Windows                                                                         | | Inactief        |
| Arachne                    | Eigen engine             | MS-DOS en Linux                                                                 | | Actief          |
| Arora                      | WebKit                   | Windows, Linux, Mac OS X en BSD                                                 | | Inactief        |
| Avant Browser              | Trident en Gecko         | Windows                                                                         | | Inactief        |
| Avast Secure Browser       | Blink                    | Windows, macOS, Android en iOS                                                  | | Actief          |
| AWeb                       | Eigen engine             | AmigaOS en MorphOS                                                              | | Inactief        |
| Basilisk                   | Goanna                   | Windows en Linux                                                                | | Actief          |
| Blazer                     | Eigen engine             | PalmOS                                                                          | | Inactief        |
| Brave                      | Blink                    | Windows, macOS, Linux, Android en iOS                                           | | Actief          |
| Camino                     | Gecko                    | Mac OS X 10.4+                                                                  | Tot maart 2003: Chimera.                                                                                    | Inactief        |
| Cello                      | Eigen engine             | Windows 3.1, Windows 3.11 en OS/2                                               | Een van de eerste webbrowsers voor Windows.                                                                 | Inactief        |
| Chromium                   | Blink                    | Windows, macOS, Linux, Android, iOS en ChromiumOS                               | | Actief          |
| CoolNovo                   | WebKit en Trident        | Windows                                                                         | In het begin ook voor Linux beschikbaar.                                                                    | Inactief        |
| Classilla                  | Gecko                    | Mac OS 8.6 en 9                                                                 | Werkt enkel op PowerPC-Macs.                                                                                | Actief          |
| CometBird                  | Gecko                    | Windows                                                                         | | Inactief        |
| Comodo Dragon              | Blink                    | Windows                                                                         | | Actief          |
| Conkeror                   | XULRunner                | Windows, macOS, Linux, BSD                                                      | Niet te verwarren met Konqueror.                                                                            | Actief          |
| CrazyBrowser               | Trident                  | Windows 95+                                                                     | | Inactief        |
| Deepin Browser             | Blink                    | Linux                                                                           | Webbrowser van Deepin.                                                                                      | Actief          |
| Deepnet Explorer           | Trident                  | Windows                                                                         | | Inactief        |
| Dillo                      | Eigen engine             | Unix, Linux, BSD, RISC OS, Solaris en macOS                                     | Dillo heeft geen ondersteuning voor frames.                                                                 | Actief          |
| Dolphin Browser            | Blink                    | Android en iOS                                                                  | | Inactief        |
| Dooble                     | QtWebEngine              | Windows, macOS, Linux, FreeBSD, OS/2                                            | | Actief          |
| DuckDuckGo Private Browser | Blink en WebKit          | Android, iOS, iPadOS macOS,Windows                                              | Webbrowser van DuckDuckGo.                                                                                  | Actief          |
| Elinks                     | Links-engine             | Linux en Unix                                                                   | | Inactief        |
| Emacs-w3m                  | W3m-engine               | Linux en Unix                                                                   | Zie ook Emacs.                                                                                              | Actief          |
| Eolie                      | WebKit                   | Linux en OpenBSD                                                                | | Inactief        |
| Epic                       | Blink                    | Windows, macOS, Android en iOS                                                  | Gebruikte voorheen Gecko als layout-engine.                                                                 | Actief          |
| eric_browser               | QtWebEngine              | Windows, macOS en Linux                                                         | Zie ook eric (software).                                                                                    | Actief          |
| Falkon                     | QtWebEngine              | Windows, Linux, Haiku, FreeBSD, Unix                                            | Tot 2018: QupZilla.                                                                                         | Actief          |
| Felinks                    | Links-engine             | Linux en Unix                                                                   | | Actief          |
| Flock                      | WebKit                   | Windows, Mac OS X, Linux en FreeBSD                                             | Vóór versie 3.0 werd Gecko gebruikt; sindsdien WebKit.                                                      | Inactief        |
| Fresco                     | Eigen engine             | Multiplatform, waaronder Windows en Linux                                       | | Inactief        |
| Galeon                     | Gecko                    | Linux, BSD en Unix                                                              | | Inactief        |
| Google Chrome              | Blink                    | Windows, macOS, Linux, Android, iOS en ChromeOS                                 | | Actief          |
| HotJava                    | Eigen engine             | Windows 95+                                                                     | Webbrowser van Sun, geschreven in Java.                                                                     | Inactief        |
| IBrowse                    | Eigen engine             | AmigaOS                                                                         | | Actief          |
| iCab                       | WebKit                   | macOS en iOS                                                                    | Voorheen ook Mac OS Classic                                                                                 | Inactief        |
| Internet Explorer          | Trident                  | Windows                                                                         | Tot versie 6 ook beschikbaar voor Mac OS X 10.6 en eerdere versies, Solaris, HP-UX en andere Unix-systemen. | Inactief        |
| IceCat                     | Gecko                    | Linux en macOS                                                                  | Afsplitsing van Mozilla Firefox door GNU.                                                                   | Actief          |
| Iceweasel                  | Gecko                    | Linux                                                                           | Afsplitsing van Mozilla Firefox door Debian. Later samengevoegd met Icecat.                                 | Inactief        |
| K-Meleon                   | Gecko en Goanna          | Windows                                                                         | | Actief          |
| Kazehakase                 | WebKit en Gecko          | Unix, Linux, BSD en Solaris                                                     | | Inactief        |
| KKman                      | Trident                  | Windows                                                                         | | Inactief        |
| Konqueror                  | KHTML en QtWebEngine     | Unix en Linux                                                                   | Niet te verwarren met Conkeror.                                                                             | Actief          |
| Line Mode Browser          | Eigen engine             | Multiplatform                                                                   | Tweede webbrowser ter wereld, gemaakt door Tim Berners-Lee.                                                 | Inactief        |
| Links                      | Eigen engine             | Windows, macOS, Linux, FreeBSD, OS/2 en Unix                                    | Links is een tekstwebbrowser met ondersteuning voor frames.                                                 | Actief          |
| Links2                     | Links-engine             | Windows, macOS, Linux, FreeBSD, OS/2 en Unix                                    | | Actief          |
| Lunascape                  | Trident, Gecko en WebKit | Windows, macOS en iOS                                                           | Ondersteunde extensies voor Mozilla-webbrowsers.                                                            | Inactief        |
| Lynx                       | Eigen engine             | Windows 95+, macOS, Linux, Unix, OpenVMS, DOS386 (niet 3.1 of 3.11) en OS/2 EMX | Lynx is een tekstbrowser.                                                                                   | Actief          |
| Maxthon                    | Blink en Trident         | Windows, Android en iOS                                                         | Voorheen ook beschikbaar voor macOS en Linux.                                                               | Actief          |
| Microsoft Edge             | Blink                    | Android, iOS, Linux, macOS en Windows                                           | | Actief          |
| MidasWWW                   | Eigen engine             | Unix en VMS                                                                     | | Inactief        |
| Midori                     | WebKit en QtWebEngine    | Windows, macOS, Linux en FreeBSD                                                | | Actief          |
| Morph Browser              | QtWebEngine              | Ubuntu Touch en Linux                                                           | | Actief          |
| Mosaic                     | Eigen engine             | Windows, Linux en AmigaOS 2.0                                                   | Voor de eerste versies van Internet Explorer en Mozilla Firefox werd Mosaic als basis gebruikt.             | Inactief        |
| Mozilla Firefox            | Gecko en Servo           | Multiplatform                                                                   | | Actief          |
| Mozilla Suite              | Gecko                    | Windows, Mac OS X en Linux                                                      | Voortgezet als SeaMonkey.                                                                                   | Inactief        |
| MSN Explorer               | Trident                  | Windows                                                                         | | Inactief        |
| Netscape Navigator         | Gecko                    | Windows, macOS en Linux                                                         | | Inactief        |
| NetSurf                    | Eigen engine             | AmigaOS 4, Atari OS, BeOS/Haiku, macOS, Windows, Linux, RISC OS en Unix         | | Actief          |
| Nintendo DS Browser        | Presto                   | Nintendo-platform                                                               | | Inactief        |
| Odyssey Web Browser        | WebKit                   | AmigaOS 4, MorphOS                                                              | | Actief          |
| Off By One                 | Eigen engine             | Windows                                                                         | | Inactief        |
| OmniWeb                    | WebKit                   | macOS                                                                           | | Inactief        |
| Opera                      | Blink                    | Windows, macOS, Linux, Android, iOS                                             | | Actief          |
| Opera GX                   | Blink                    | Windows, Android                                                                | | Actief          |
| Oregano                    | Eigen engine             | RISC OS                                                                         | | Inactief        |
| Origyn Web Browser         | WebKit                   | Linux, AmigaOS, AROS en MorphOS                                                 | | Inactief        |
| Orion Browser              | WebKit                   | iOS, IPadOS, macOS                                                              | Anno 2025 wordt tevens gewerkt aan een Linux-versie.                                                        | Actief          |
| Otter Browser              | QtWebEngine              | Windows, macOS, Linux                                                           | | Actief          |
| Pale Moon                  | Gecko                    | Windows, Linux                                                                  | | Actief          |
| PSP Browser                | NetFront-engine          | PlayStation Portable                                                            | | Inactief        |
| Puffin Browser             | Blink                    | Windows, macOS, Android, Android TV en Linux (alleen Raspberry Pi)              | Voorheen ook beschikbaar voor iOS.                                                                          | Actief          |
| rekonq                     | QtWebKit                 | Linux en Unix                                                                   | | Inactief        |
| Roccat Browser             | WebKit                   | macOS en iOS                                                                    | | Inactief        |
| RockMelt                   | WebKit                   | Windows en Mac OS X                                                             | | Inactief        |
| Safari                     | WebKit                   | macOS en iOS                                                                    | Voorheen ook beschikbaar voor Windows (versie 3.0 tot 5.1.7).                                               | Actief          |
| SeaMonkey                  | Gecko                    | Windows, macOS en Linux                                                         | | Actief          |
| Shiira                     | WebKit                   | macOS                                                                           | | Inactief        |
| SkyFire                    | WebKit                   | Android en iOS                                                                  | | Inactief        |
| Sleipnir                   | Blink en WebKit          | Windows, macOS, Android en iOS                                                  | | Actief          |
| SlimBoat                   | QtWebKit                 | Windows, macOS, Linux                                                           | | Inactief        |
| SlimBrowser                | Gecko                    | Windows                                                                         | | Actief          |
| Slimjet                    | Blink                    | Windows, macOS en Linux                                                         | | Actief          |
| SlipKnot                   | Eigen engine             | Windows                                                                         | | Inactief        |
| Sputnik                    | WebKit                   | MorphOS                                                                         | | Inactief        |
| SRWare Iron                | WebKit                   | Windows, macOS en Linux                                                         | | Actief          |
| Sunrise                    | WebKit                   | macOS                                                                           | Voorheen SunriseBrowser.                                                                                    | Inactief        |
| Swift                      | WebKit                   | Windows                                                                         | | Inactief        |
| TheWorld Browser           | Trident                  | Windows XP+                                                                     | | Inactief        |
| Tor                        | Gecko                    | Android, Linux, macOS, Unix en Windows                                          | | Actief          |
| UC Browser                 | UCWeb                    | Android en iOS                                                                  | Voorheen ook beschikbaar voor onder meer Windows en op Java gebaseerde besturingssystemen.                  | Actief          |
| UR Browser                 | Blink                    | Windows, macOS                                                                  | | Actief          |
| ViolaWWW                   | Eigen engine             | Unix                                                                            | | Inactief        |
| Viper Browser              | QtWebEngine              | Linux                                                                           | | Actief          |
| Vivaldi                    | Blink (WebKit)           | Windows, macOS en Linux                                                         | Bevat tevens een ingebouwd e-mailprogramma.                                                                 | Actief          |
| Voyager                    | Eigen engine             | AmigaOS, MorphOS en CaOS                                                        | | Inactief        |
| w3m                        | Eigen engine             | Windows, Linux, FreeBSD, OS/2 en Unix                                           | W3m is een tekstgebaseerde browser.                                                                         | Inactief        |
| Waterfox                   | Gecko                    | Windows, macOS, Linux en Android                                                | | Actief          |
| Web of GNOME Web           | WebKit                   | Linux en BSD                                                                    | Tot 2012: Epiphany.                                                                                         | Actief          |
| WebExplorer                | Mosaic-engine            | OS/2                                                                            | Werd ontwikkeld door IBM.                                                                                   | Inactief        |
| WebsterXL                  | Eigen engine             | RISC OS                                                                         | | Inactief        |
| Wii Browser                | Presto                   | Wii                                                                             | | Inactief        |
| WorldWideWeb               | Eigen engine             | NeXTSTEP                                                                        | Allereerste webbrowser ter wereld, gemaakt door Tim Berners-Lee.                                            | Inactief        |
| Wyzo                       | Gecko                    | Windows en macOS                                                                | | Inactief        |
| XBrowser                   | Eigen engine             | Windows, macOS en Linux                                                         | Uitgebracht onder de Sun Industry Standards Source License.                                                 | Inactief        |
| Yandex.Browser             | Blink                    | Windows, macOS en Linux                                                         | Webbrowser van Yandex.                                                                                      | Actief          |